# Oreolalax sterlingae
Espèce
Oreolalax sterlingae est une espèce d'amphibiens de la famille des Megophryidae.

## Répartition
Cette espèce est endémique de la province de Lào Cai au Viêt Nam.

## Publication originale
- Nguyen, Phung, Le, Ziegler & Böhme, 2013 : First record of the genus Oreolalax (Anura: Megophryidae) from Vietnam with description of a new species. Copeia, vol. 2013, no 2, p. 213–222.